# 朱友璋
朱 友璋（しゅ ゆうしょう、生没年不詳）は、後梁の太祖朱全忠の五男。妻は張全義の娘。

## 略歴
後梁の建国後、福王に封じられた。913年に許州節度使、検校太保に任じられる。914年、徐州節度使の蒋殷を討って軍事的な功績を揚げた。朱友珪のとき、鄆州留後を務めた。末帝朱友貞のとき、忠武軍節度使となり、武寧軍に駐屯した。